# Chris Brasher
Chris Brasher (Reino Unido, 21 de agosto de 1928-28 de febrero de 2003) fue un atleta británico, especializado en la prueba de 3000 m obstáculos en la que llegó a ser campeón olímpico en 1956.

## Carrera deportiva
En los JJ. OO. de Melbourne 1956 ganó la medalla de oro en los 3000 m obstáculos, con un tiempo de 8:41.2 segundos que fue récord olímpico, superando al húngaro Sándor Rozsnyói y al noruego Ernst Larsen (bronce).